# Пінчук Андрій Степанович
Андрій Степанович Пінчук (1 січня 1912, село Гуничі Волинської губернії, тепер Овруцького району Житомирської області — ?) — український компартійний діяч, 2-й секретар Миколаївського обкому КПУ. Депутат Верховної Ради УРСР 4—5-го скликань.

## Біографія
Народився в селянськый родины. Закінчив семирічну школу, працював у колгоспі імені Паризької Комуни у селі Гуничах Овруцького району.
З 1930 року навчався у сільськогосподарському технікумі. Закінчив Дніпропетровський сільськогосподарський інститут, до 1938 року навчався в аспірантурі Дніпропетровського сільськогосподарського інституту.
Член ВКП(б) з 1936 року.
У 1938—1941 роках — помічник 1-го секретаря Дніпропетровського обласного комітету КП(б)У, завідувач сектору Дніпропетровського обласного комітету КП(б)У.
Учасник німецько-радянської війни. У 1941—1942 роках — член оперативної групи Військової ради Південного фронту.
У 1942—1943 роках — завідувач сектору Політичного управління Народного комісаріату радгоспів СРСР.
У 1943—1946 роках — завідувач сектору, в 1946—1951 роках — завідувач сільськогосподарського відділу Миколаївського обласного комітету КП(б)У.
У 1951 (затв. у січні 1952) — вересні 1952 року — секретар Миколаївського обласного комітету КПУ.
У вересні 1952 — січні 1963 року — 2-й секретар Миколаївського обласного комітету КПУ.
У січні 1963 — грудні 1964 року — голова Миколаївської сільської обласної ради професійних спілок.
У 1960-х —1970-х роках — директор Миколаївського спеціалізованого тресту м'ясо-молочних радгоспів.

## Нагороди
- орден Леніна (26.02.1958)
- орден «Знак Пошани» (23.01.1948)
- ордени
- медалі
- заслужений працівник сільського господарства Української РСР (26.01.1973)